# Флаг нации
«Флаг нации» (другое название фильма — «Мировая сенсация») — советский кинофильм 1929 года, снятый Владимиром Шмидтгофом.
"В условиях такого идеологического давления уже не могло быть места подражаниям "буржуазному" кинематографу. Американская тема в конце 20-х годов трансформировалась, с одной стороны, в политический памфлет, с другой – в сюжеты об американских пролетариях в СССР. Пример первого направления – фильм Владимира Шмидтгофа "Флаг нации""

## Сюжет
США. Между двумя реакционными группами ведётся борьба за власть. Владелец нефтяных заводов Джонстон поддерживает выдвиженца политического клуба «Флаг нации» Робертса, не гнушающегося в средствах и методах борьбы: по его указанию убивают его основного противника, Смита. Робертс становится губернатором. Тем временем, Джек Лауренс, журналист, которому удалось собрать полный материал, разоблачающий махинации Робертса, пишет статью в «Рабочую газету». После выхода сенсационного материала полиция учиняет погром в редакции газеты и подавляет забастовку рабочих нефтяных заводов, а Джека Лауренса казнят на электрическом стуле по сфабрикованному обвинению в убийстве.

## Актёры
- Борис Азаров — Джек Лауренс
- Георг Мартин — губернатор Робертс
- Павел Наумов — мистер Джонстон
- Сергей Минин — Гарри, сотрудник газеты
- Геннадий Мичурин — инженер Курт, редактор рабочей газеты
- Нина Шатерникова — маленькая Дженни
- Евгений Вильбушевич — мистер Смит
- Петр Подвальный — епископ
- Игорь Черняк — старший сын Джонстона
- Борис Феодосьев — секретарь банкира
- Семён Тимошенко
- Елена Волынцева — молящаяся в церкви
- Юрий Лавров — Билли, корреспондент
- Иона Бий-Бродский — говорящий по телефону
- Борис Шлихтинг —  фоторепортёр (нет в титрах)